# Nina Obuljen Koržinek
Nina Obuljen Koržinek, née le 27 mai 1970 à Dubrovnik, est une violoniste et femme politique croate. Elle est ministre de la Culture et des Médias depuis le 19 octobre 2016.

## Biographie
Nina Obuljen Koržinek étudie le violon à l’académie de musique de Zagreb à partir de 1988, puis les sciences politiques. Elle est sous-secrétaire d'État à la Culture de 2006 à 2011, avant d’être nommée ministre de la Culture en octobre 2016. Elle occupe ce poste au sein des XIVe, XVe et XVIe gouvernements.

## Distinctions
- Chevalier de l'ordre des Arts et des Lettres[5]